# 宇賀四郎

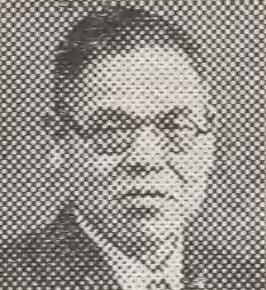
宇賀四郎

宇賀 四郎（うが しろう、1881年（明治14年）5月25日 - 1946年（昭和21年）7月10日）は、日本の衆議院議員（立憲民政党）。大蔵官僚。

## 経歴
千葉県出身。1908年（明治41年）に東京帝国大学法科大学独法科を卒業し、高等文官試験に合格した。大蔵省専売局で主事、副参事、参事、事業部塩脳課長を歴任した。1924年（大正13年）、台湾総督府専売局長に転じ、1928年（昭和3年）に退官した。1931年（昭和6年）には台北州知事に起用された。その後、台湾電力株式会社理事に就任した。
1937年（昭和12年）、第20回衆議院議員総選挙に出馬し、当選を果たした。